# Romani ite domum
Romani ite domum ( енгл. Romans go home  ) је исправљена латинска фраза за графит „ Romanes eunt domus „из сцене у филму Монти Пајтонов живот Брајана .

## Живот Брајана
У сцени се појављује Џон Клиз као центурион и Грејем Чепмен као Брајан, у тој фази потенцијални члан револуционарне групе „Народни фронт Јудеје “. Да би доказао да је достојан да буде члан групе, Брајан мора да исправи анти-римски слоган "Римљани идите кући" на зидовима палате гувернера Понтија Пилата у Јерусалиму, под окриљем мрака, писан на латинском тако да Римљани могу то разумети.
Он довршава фразу Romanes eunt domus кад га ухвати центурион. Брајан је престрављен и очигледно очекује да ће бити убијен на лицу места. Међутим, након што је прочитао Брајанову поруку и схватио да је њена граматика ужасна, центурион уместо тога исправља Брајанове грешке на начин традиционалног строгог учитеља латинског, јер оно што је написао значи „Људи звани 'Романи' иду кући.  Он тера Брајана да користи одговарајући облик императива глагола и акузатив и напише тачну фразу, Romani ite domum , 100 пута, претећи да ће му "одсећи тестисе" ако то не учини до изласка сунца следећег јутра. Брајан то чини, прекривајући скоро сваку површину трга графитима под строгим надзором двојице чувара.
Када следећег јутра изврши задатак, војник који га је чувао каже му „немој више то да радиш“ и одлази са својим саборцем. Тек што су отишли, три друга војника долазе иза угла и виде графите. Брајан схвата своју позицију и одјури гоњен од стране војника.
У наредним сценама могу се видети разни римски војници како бришу бунтовне графите.

## Падеж речиdomus
Разговор о падежу domus закључује:
( Алативан ) падежна конструкција коришћена у коначној формулацији није локатив већ акузатив кретања према . Локатив домус у књижевном класичном латинском је доми .  Локатив (без предлога у ) коришћен је само за називе градова, малих острва и неколико других изолованих речи. Одговарајући за ова места и реч домус, акузатив је коришћен без предлога ( у или ад ) да би се означило кретање ка.